# Herbertus pusillus
Herbertus pusillus là một loài rêu tản trong họ Herbertaceae. Loài này được (Stephani) S. Hatt. miêu tả khoa học lần đầu tiên năm 1944.